# 大渚站
大渚站（：／ Daejeo yeok */?）是釜山地鐵3號線與釜山－金海輕軌沿線交會的一座轉乘車站，同時也是釜山地鐵3號線的終點車站，位於韓國釜山廣域市江西区大渚1洞。

## 車站結構
3號線站體為1面2線島式月台的地面車站，輕軌站體則是2面2線側式月台的高架車站，兩線候車月台皆設有月台幕門，並有出口共2處。

### 3號線月台

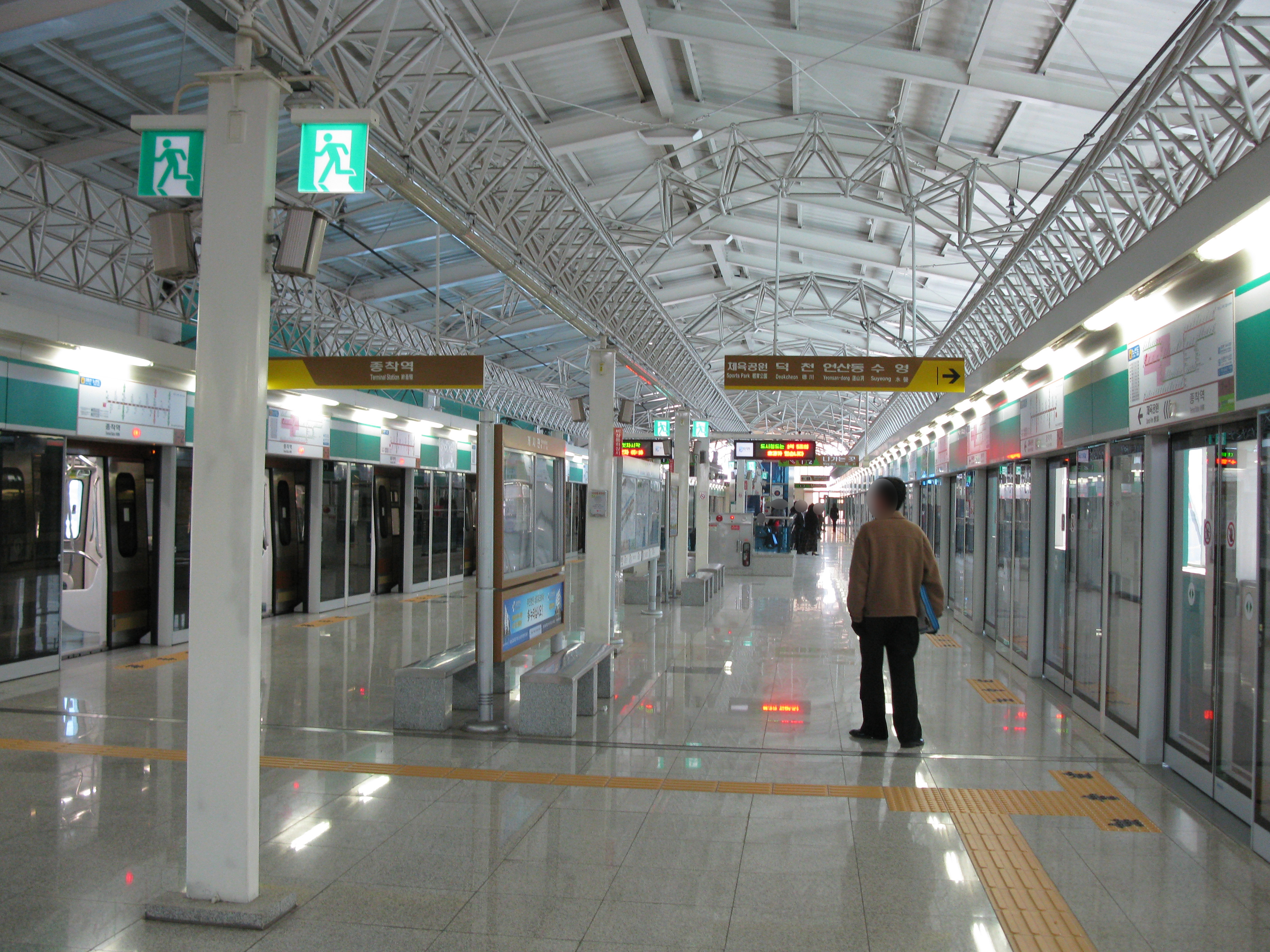
3號線候車月台

| 體育公園 ↑ |
| 下 上 \|   |
| 起終點站   |

| 月台 | 路線               | 目的地                           |
| ---- | ------------------ | -------------------------------- |
| 上行 | ●釜山都市铁道3号线 | 龜浦、德川、美南、蓮山、水營方向 |
| 下行 | ●釜山都市铁道3号线 | 此站終着                         |

### 釜山－金海輕軌月台

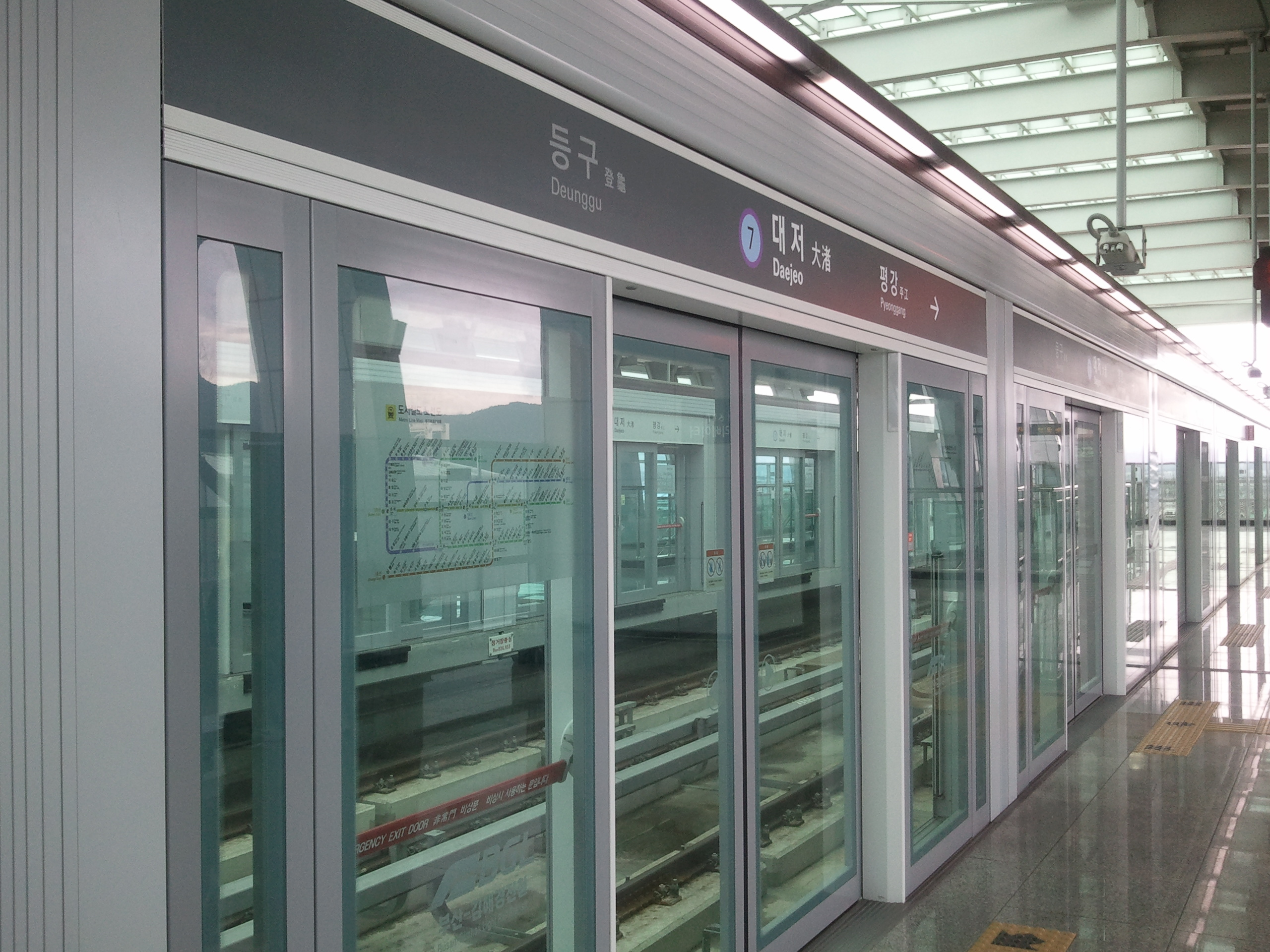
釜山－金海輕軌候車月台

| 登龜 ↑ |
| \| 上  |
| ↓ 平江 |

| 月台 | 路線              | 目的地                         |
| ---- | ----------------- | ------------------------------ |
| 上行 | ●釜山－金海轻电铁 | 機場、沙上方向                 |
| 下行 | ●釜山－金海轻电铁 | 金海市廳、首露王陵、加耶大方向 |

## 歷史
- 2005年11月28日：落成啟用。
- 2011年9月16日：釜山－金海輕軌站體開通。

## 車站周邊
- 釜山郵政總局
- 大渚初等學校
- 洛東中學
- 大渚車輛基地
- 江西郵局

## 圖片

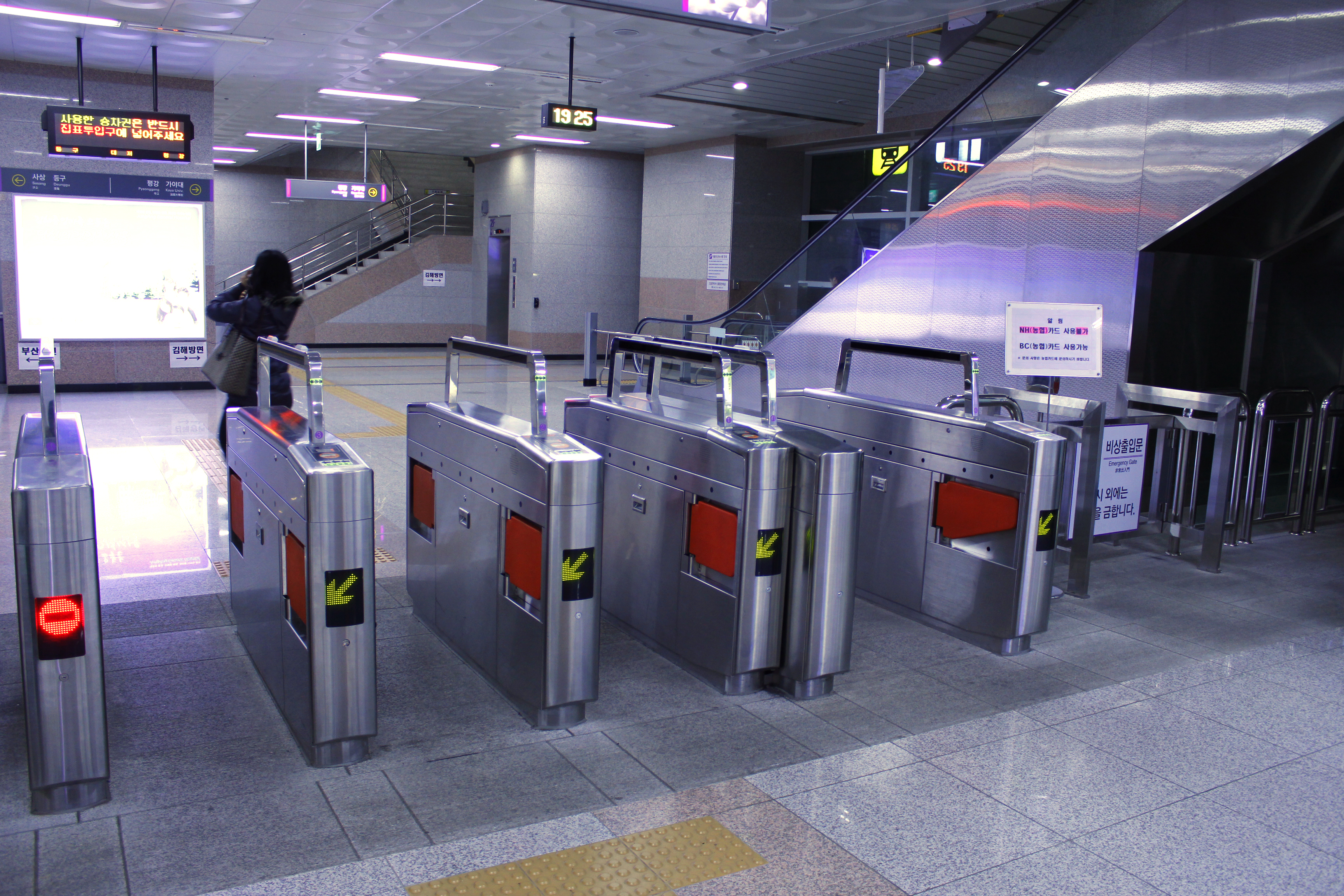
剪票閘口
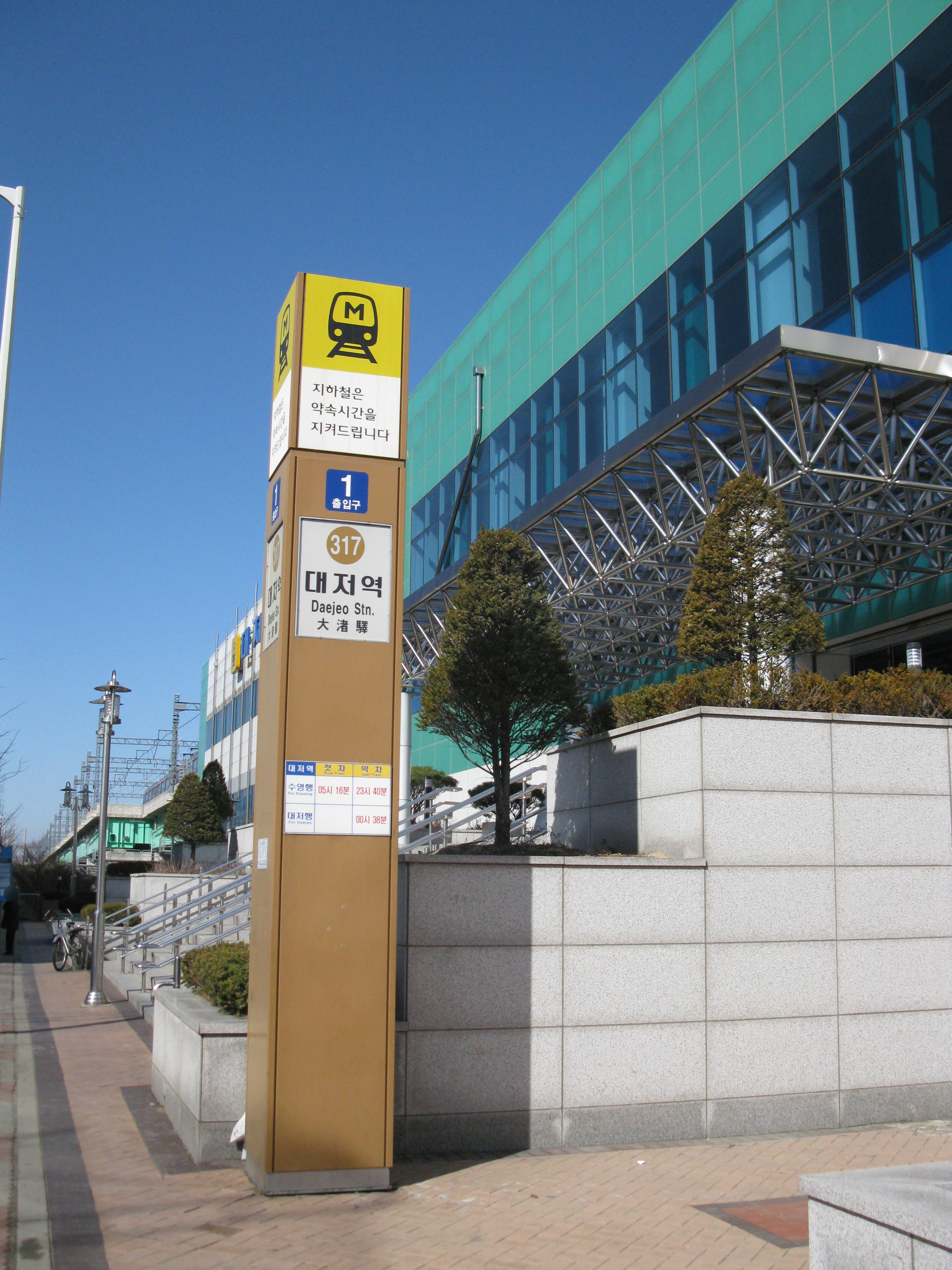
1號出口（3號線側）
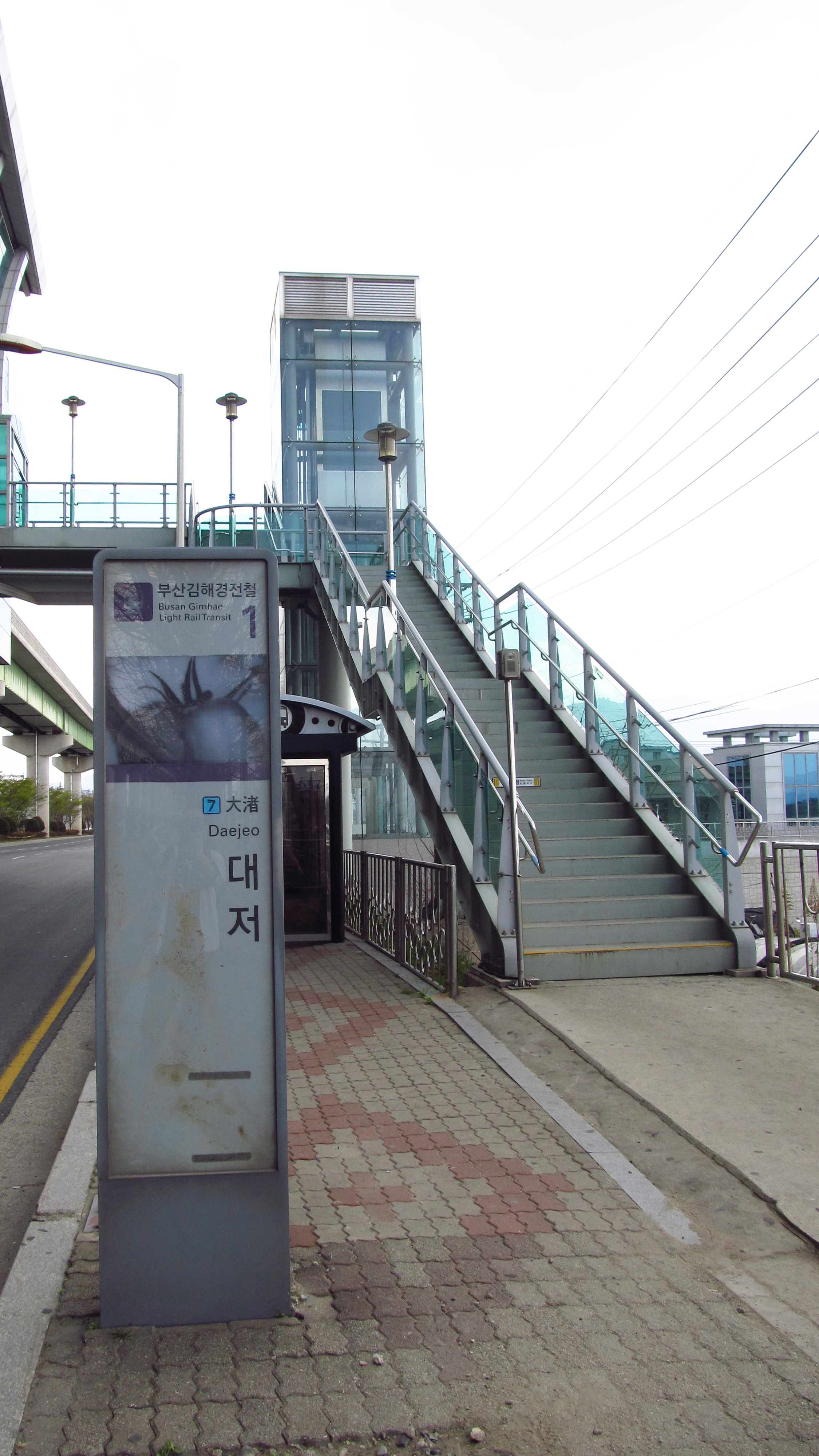
1號出口（輕軌側）

## 相鄰車站
釜山交通公社
●釜山都市铁道3号线
體育公園（316）－大渚（317）
釜山-金海輕電鐵
●釜山－金海轻电铁
登龜（6）－大渚（7）－平江（8）